# Montot (Haute-Saône)
Montot é uma comuna francesa na região administrativa de Borgonha-Franco-Condado, no departamento de Alto Sona. Estende-se por uma área de 10,03 km². Em 2010 a comuna tinha 134 habitantes (densidade: 13,4 hab./km²).